# فرودگاه کخلفتئا
فرودگاه کخلفتئا (به انگلیسی: Skellefteå Airport) (به زبان بومی: Skellefteå flygplats) یک فرودگاه همگانی مسافربری با کد یاتا SFT است که یک باند فرود آسفالت دارد و طول باند آن ۲۱۰۰ متر است. این فرودگاه در شهر کخلفتئا کشور سوئد قرار دارد و در ارتفاع ۴۸ متری از سطح دریا واقع شده است.

## شرکت‌های هواپیمایی و مقصدهای پروازی
| شرکت‌های هواپیمایی     | مقصدهای پروازی         |
| --------------------- | ---------------------- |
| ایجین ایرلاینز        | چارتر فصلی: رود        |
| هواپیمایی کرواسی      | چارتر فصلی: اسپلیت     |
| جت تایم               | چارتر فصلی: گرن کناریا |
| نروجین ایر شاتل       | استکهلم-آرلاندا        |
| هواپیمایی اسکاندیناوی | استکهلم-آرلاندا        |